# Abdułmambietowo (rejon burziński)
Abdułmambietowo (ros. Абдулмамбетово) – wieś (dieriewnia) w Rosji, w Baszkortostanie, w rejonie burziańskim. W 2010 liczyła 629 mieszkańców.